# Shanīn
Shanīn (persiska: شنین, شينيّين, شَنيئين, شيرين, شِنين) är en ort i Iran.   Den ligger i provinsen Qazvin, i den nordvästra delen av landet, 190 km väster om huvudstaden Teheran. Shanīn ligger 1 763 meter över havet och antalet invånare är 301.
Terrängen runt Shanīn är kuperad åt sydväst, men åt nordost är den platt.Runt Shanīn är det ganska glesbefolkat, med 29 invånare per kvadratkilometer. Närmaste större samhälle är Ẕīā'ābād, 11,2 km öster om Shanīn. Trakten runt Shanīn består i huvudsak av gräsmarker.